# Bryan Wharton
Bryan Wharton (1939 – 23. května 2020) byl fotožurnalista a britský fotograf. Za svou práci pro The Sunday Times získal mnoho ocenění . Zabýval se několika tématy, včetně válek a přírodních katastrof, ale nejznámější je pravděpodobně svými trefnými portréty známých osobností, z nichž mnozí se stali jeho nejbližšími přáteli.
Wharton zemřel 23. května 2020.